# دای لیلی
دای لیلی (انگلیسی: Dai Lili؛ زادهٔ ) یک بازیکن تنیس روی میز است. 
وی در مسابقات کشوری و بین‌المللی در مجموع برنده ۴ مدال طلا، ۱ مدال نقره، ۲ مدال برنز شده‌است.